# Sphagemacrurus hirundo
Sphagemacrurus hirundo är en fiskart som först beskrevs av Collett, 1896.  Sphagemacrurus hirundo ingår i släktet Sphagemacrurus och familjen skolästfiskar. Inga underarter finns listade i Catalogue of Life.